# New Jeans (EP)
New Jeans là đĩa mở rộng đầu tay (EP) của nhóm nhạc nữ Hàn Quốc NewJeans. Nó được phát hành các ấn bản kỹ thuật số vào ngày 1 tháng 8 năm 2022 và được phát hành các ấn bản vật lý vào ngày 8 tháng 8 năm 2022 bởi ADOR, một công ty con của Hybe Corporation. EP bao gồm bốn bài hát, bao gồm ba đĩa đơn "Attention", "Hype Boy" và "Cookie". Về mặt âm nhạc, EP trải dài nhiều thể loại âm nhạc, bao gồm R&B, moombahton, electropop và hip hop.
Các nhà phê bình âm nhạc nhìn chung khen ngợi phong cách âm nhạc của EP và coi đây là một nỗ lực ra mắt vững chắc. Rolling Stone xếp hạng đây là một trong những album hay nhất năm 2022 trong danh sách cuối năm của họ. Tại Hàn Quốc, New Jeans ra mắt ở vị trí số một trên Circle Album Chart và đã đạt được chứng nhận Triệu bản từ Hiệp hội Nội dung Âm nhạc Hàn Quốc.

## Bối cảnh và phát hành
Vào đầu năm 2019, Big Hit Entertainment (nay được gọi là Hybe Corporation) đã thông báo chuẩn bị cho ra mắt một nhóm nhạc nữ mới dưới sự chỉ đạo của Min Hee-jin, người đã gia nhập công ty với tên gọi CBO cùng năm và được nhiều người tín nhiệm vì là cựu giám đốc hình ảnh tại SM Entertainment. Được các phương tiện truyền thông mệnh danh là "Nhóm nhạc nữ của Min Hee-jin" ban đầu họ dự kiến ra mắt vào năm 2021 như một dự án hợp tác giữa Big Hit và Source Music, nhưng sau đó đã bị hoãn lại do đại dịch COVID-19 và được chuyển giao cho hãng thu độc lập mới thành lập của Hybe là ADOR, nơi Min Hee-jin là Giám đốc điều hành. Sau hai cuộc thử giọng toàn cầu và chuẩn bị ra mắt đội hình, các báo cáo truyền thông tiết lộ rằng đội hình đã được hoàn thiện vào tháng 3 năm 2022 và các tài khoản mạng xã hội chính thức của ADOR đã được mở. Màn ra mắt sau đó đã được tiết lộ và sẽ diễn ra vào tháng 8.
ADOR đã hé lộ sự ra mắt về nhóm nhạc nữ mới của họ vào ngày 1 tháng 7 năm 2022, bằng cách đăng ba video hoạt hình về các số "22", "7" và "22" trên tài khoản mạng xã hội của họ, làm tăng khả năng nội dung đầu tiên của nhóm sẽ được phát hành vào ngày 22 tháng 7. Vào ngày 22 tháng 7, nhóm ngũ tấu đã phát hành MV cho đĩa đơn đầu tay "Attention" như một bản phát hành bất ngờ, không có quảng cáo trước hoặc thông tin về đội hình của nhóm. MV đã nhận được hơn 1,3 triệu lượt xem trong vòng chưa đầy 24 giờ, và nhanh chóng được theo sau bởi thông báo về đĩa mở rộng (EP) đầu tay có tên của chính họ bao gồm bốn bài hát, trong đó có hai đĩa đơn bổ sung. Các đơn đặt hàng trước cho EP đã mở vào ngày 25 tháng 7. Vào ngày 23 tháng 7, NewJeans đã phát hành đĩa đơn thứ hai của họ "Hype Boy", kèm theo một đoạn clip dài 50 giây tiết lộ các thành viên, cũng như bốn video âm nhạc bổ sung dành riêng cho từng thành viên. Một video âm nhạc cho B-side "Hurt" của họ đã được phát hành hai ngày sau đó. Album được phát hành kỹ thuật số vào ngày 1 tháng 8 năm 2022 và được thiết lập để phát hành vật lý vào ngày 8 tháng 8.

## Thành phần
EP được mô tả là nhạc pop với các yếu tố của moombahton, electropop và hip hop, theo ADOR, rất dễ nghe ở "mọi lúc, mọi nơi" và được "sản xuất theo cách tập trung vào giọng nói của các thành viên mà không cần quá nhiều âm thanh kỹ thuật ". Các nhà phê bình lưu ý rằng EP có thể "tạo ra một tâm trạng mơ mộng và vui vẻ và làm nổi bật tầm nhìn Y2K của nhóm".

### Bài hát
"Attention" đã được mô tả là một bài hát với điệu je ne sais quoi vui nhộn được làm nổi bật bởi nhịp điệu rộn ràng và những chuyển đổi giữa hợp âm trưởng và thứ. Thành viên Danielle của NewJeans tham gia viết lời cho ca khúc. "Hype Boy" là một bản mash-up moombahton và electropop nhằm nhấn mạnh giọng hát khác biệt của các thành viên. Thành viên Hanni đã đóng góp vào phần lời của bài hát. "Cookie" là một bản nhạc R&B-pop trên nền nhịp hip hop tối giản với những bản hòa tấu fat synths và một chút biến tấu của âm thanh Jersey club qua lời bài hát về sự tự tin với một chút căng thẳng. Bài hát kết thúc, "Hurt", là một ca khúc R&B buồn được hỗ trợ bởi tiếng trống vui nhộn và giọng hát mượt mà, buồn vui lẫn lộn tạo cảm giác rằng các thành viên đang trình diễn một cappella.

## Tiếp nhận quan trọng
| Đánh giá chuyên môn | Đánh giá chuyên môn |
| Nguồn đánh giá      | Nguồn đánh giá      |
| Nguồn               | Đánh giá            |
| ------------------- | ------------------- |
| NME                 | [ 21 ]              |
| IZM                 | [ 22 ]              |

Carmen Chin của NME cho ba trong số năm sao, nói rằng "với khả năng âm nhạc của họ và tầm nhìn nghệ thuật táo bạo của hãng, NewJeans đã cố gắng tạo dựng một số nền tảng vững chắc cho một tương lai tươi sáng với tư cách là những người tiên phong". Joshua Minsoo Kim của Pitchfork đã viết, "Sự ra mắt của NewJeans là chiến dịch công phu nhất trong K-pop năm nay", nói rằng EP là "một bộ sưu tập sang trọng và phong cách của sản xuất R&B thập niên 90 và 00". Vào tháng 12 năm 2022, Rolling Stone đã xếp album ở vị trí số 46 trong danh sách 100 album hay nhất năm 2022, mô tả EP này là "một âm thanh độc đáo và yếu tố hình ảnh mới mẻ, nghiêng về thẩm mỹ pop thập niên 90, điều này rất phù hợp với nhóm và đảm bảo được phát lại".
| Nhà xuất bản  | Danh sách                         | Thứ hạng   | Tham khảo |
| ------------- | --------------------------------- | ---------- | --------- |
| Billboard     | The 25 Best K-Pop Albums of 2022  | 15         | [ 24 ]    |
| EBS           | Top 100 Korean Albums (2004–2023) | Đã bao gồm | [ 25 ]    |
| Idology       | The 20 Albums of the Year         | Đã bao gồm | [ 26 ]    |
| Rolling Stone | The 100 Best Albums of 2022       | 46         | [ 27 ]    |
| Uproxx        | The Best K-pop Albums of 2022     | Đã bao gồm | [ 28 ]    |

## Hiệu suất thương mại
Vào ngày 28 tháng 7, có thông báo rằng đơn đặt hàng trước của New Jeans đã vượt quá 444.000 bản, phá vỡ kỷ lục về số lượng đặt trước trong kho cao nhất cho bất kỳ album đầu tay nào của nhóm nhạc nữ trong lịch sử. Sau khi phát hành New Jeans, tất cả các bài hát ngay lập tức đạt thứ hạng cao trên các bảng xếp hạng âm nhạc nội địa lớn của Hàn Quốc như Melon, Genie, Bugs! và Vibe. Vào ngày đầu tiên phát hành, EP đã đạt được 2,06 triệu lượt stream trên Spotify của Hàn Quốc, nhiều nhất đối với bất kỳ nhóm nhạc nữ K-pop nào ra mắt vào năm 2022. Đĩa đơn "Attention" và "Hype Boy" đã lọt vào top hai trong Bảng xếp hạng Daily Top Songs của Spotify Hàn Quốc trong hai ngày liên tiếp, trong khi "Cookie" đứng thứ ba trong ngày thứ hai phát hành. Ở nước ngoài, ba đĩa đơn đã lọt vào bảng xếp hạng thời gian thực của Line Music, trang web âm nhạc lớn nhất Nhật Bản. Chỉ trong ngày đầu tiên phát hành, New Jeans đã bán được hơn 262.800 bản kết hợp, phá vỡ kỷ lục của Fearless bởi nhóm nhạc Le Sserafim, đạt doanh số 175.000 album ngày đầu tiên vào tháng 5 cùng năm.

## Tiếp thị
Sau khi phát hành New Jeans, NewJeans đã tổ chức đếm ngược trực tiếp trên YouTube vào cùng ngày để giới thiệu đĩa mở rộng và giao lưu với người hâm mộ của họ. Để quảng bá cho EP, NewJeans đã xuất hiện trên M Countdown vào ngày 4 tháng 8, nơi họ biểu diễn cả ba đĩa đơn chính, Music Bank vào ngày 5 tháng 8, nơi họ biểu diễn "Attention", và dự kiến biểu diễn trên Inkigayo vào ngày 7 tháng 8. Một cửa hàng pop-up trên The Hyundai, Seoul để kỷ niệm việc phát hành New Jeans dự kiến sẽ mở cửa từ ngày 11 đến 31 tháng 8 và bán các sản phẩm chính thức của New Jeans và ADOR.

## Danh sách bài hát
| STT              | Nhan đề          | Phổ lời                 | Phổ nhạc           | Biên khúc        | Thời lượng |
| ---------------- | ---------------- | ----------------------- | ------------------ | ---------------- | ---------- |
| 1.               | "Attention"      | Gigi Duckbay Danielle   | 250 Duckbay        | 250              | 3:00       |
| 2.               | "Hype Boy"       | Gigi Ylva Dimberg Hanni | 250 Dimberg        | 250              | 2:58       |
| 3.               | "Cookie"         | Gigi Dimberg            | Jinsu Park Dimberg | Park             | 3:55       |
| 4.               | "Hurt"           | Gigi Amanda Lundstedt   | 250 Lundstedt      | 250              | 2:57       |
| Tổng thời lượng: | Tổng thời lượng: | Tổng thời lượng:        | Tổng thời lượng:   | Tổng thời lượng: | 12:50      |

## Bảng xếp hạng
| Bảng xếp hạng (2022-2023)             | Vị trí cao nhất |
| ------------------------------------- | --------------- |
| Croatia International Albums (HDU)    | 7               |
| Album Nhật Bản (Oricon)               | 12              |
| Japanese Combined Albums (Oricon)     | 10              |
| Japanese Hot Albums (Billboard Japan) | 22              |
| Album Hàn Quốc (Circle)               | 1               |
| Album Hoa Kỳ World (Billboard)        | 6               |

| Bảng xếp hạng (2022)    | Vị trí cao nhất |
| ----------------------- | --------------- |
| Album Nhật Bản (Oricon) | 35              |
| Album Hàn Quốc (Circle) | 4               |

| Bảng xếp hạng (2022)                  | Vị trí |
| ------------------------------------- | ------ |
| Album Hàn Quốc (Circle)               | 34     |
| Album Hàn Quốc (Circle) Weverse Album | 60     |

| Bảng xếp hạng (2023)    | Vị trí |
| ----------------------- | ------ |
| Album Hàn Quốc (Circle) | 49     |

## Doanh số và chứng nhận
| Quốc gia                      | Chứng nhận  | Số đơn vị/doanh số chứng nhận |
| ----------------------------- | ----------- | ----------------------------- |
| Hàn Quốc (KMCA)               | Triệu       | 1,204,860                     |
| Hàn Quốc (KMCA) Album Weverse | 2× Bạch kim | 544,743                       |

## Lịch sử phát hành
| Quốc gia | Ngày                | Định dạng           | Nhãn        |
| -------- | ------------------- | ------------------- | ----------- |
| Toàn cầu | 1 tháng 8 năm 2022  | Tải xuống streaming | ADOR        |
| Toàn cầu | 8 tháng 8 năm 2022  | CD                  | ADOR        |
| Hoa Kỳ   | 23 tháng 3 năm 2023 | CD                  | ADOR Geffen |